# Kampen om jorden
Kampen om jorden er en dansk dokumentarfilm fra 2002, der er instrueret af Poul Kjar.

## Handling
Hvem har retten til naturressourcerne? I det bolivianske lavland har der længe været konflikt mellem kvægfarmere og tilflyttere på den ene side og de oprindelige folk på den anden. Skiftende regeringer har forsøgt sig med jordreformer, men ikke meget er sket. Filmen beskriver et eksempel: konflikten mellem kvægfarmerne og Itonamaerne i Beni-provinsen.